# Oxymacaria retinodes
Oxymacaria retinodes là một loài bướm đêm trong họ Geometridae.